# Motnia
Motnia (ros. Мотня) – wieś w Rosji, w Buriacji, w rejonie biczurskim. W 2010 liczyła 239 mieszkańców.